# Йоаникій Скабовський
Петро Скабовський  (чернече ім'я — Йоаникій; *близько 1704, Київ — †1753/1759, Київ) — український релігійний та освітній діяч в добу Гетьманщини, перший ректор Тверської духовної семінарії. Настоятель Київського Кирилівського монастиря, Київського Межиріцького та Михайлівського Золотоверхого монастирів.

## Біографія
Народився в сім'ї київського міщанина. Закінчив повний курс навчання у Києво-Могилянській академії. У 1738 перебував на послуху в Київському Михайлівському Золотоверхому монастирі.
У 1739 викликаний Синодом Відомства православного сповідання Російської імперії до Смоленської семінарії, але цьому перешкодив архімандрит Михайлівського Золотоверхого монастиря Тимофій Щербацький — майбутній Митрополит Київський.
1742 таки змушений виїхати на Московщину. Там, на прохання єпископа Тверського i Кашинського Митрофана Слотвинського, його призначено ректором Тверської семінарії i висвячено на архімандрита Тверського Отрочого монастиря, а 1745 — Калязинського Макаріївського Троїцького монастиря.
1748, за сприяння митрополита Київського, Галицького i всієї Малої Руси Тимофія Щербацького, шестирічне відрядження до Московщини завершилося і він повернувся в Україну. 1749 — настоятель Київського Кирилівського монастиря. 1750 висвячений на архімандрита Михайлівського Золотоверхого монастиря, 1753 — на архімандрита Київського Межигірського монастиря. У цьому caнi й закінчив свій земний шлях.
Автор «Слова на 32 неделю nо сошествии Св. Духа (ноябрь, 14)». — М., 1742.